# Sisters (pel·lícula de 2006)
Sisters és una pel·lícula de terror independent de 2006 dirigida per Douglas Buck. Un remake de la pel·lícula de Brian De Palma de 1972 de les mateix nom, protagonitzada per Stephen Rea, Lou Doillon i Chloë Sevigny en els papers principals, amb Dallas Roberts i JR Bourne interpretant personatges secundaris.

## Premisa
La història se centra en un periodista (Sevigny) que, després de presenciar un assassinat, s'involucra en una investigació de crim que envolta un misteriós metge (Rea) i un dels seus antics pacients, una jove francesa que era nascuda amb un germà siamès.

## Repartiment
- Stephen Rea com el Dr. Philip Lacan
- Lou Doillon com Angelique/Annabel Tristiana
- Chloë Sevigny com a Grace Collier
- Dallas Roberts com Dylan Wallace
- JR Bourne com a Larry Franklin
- William B. Davis com el Dr. Bryant
- Gabrielle Rose com a Dr. Mercedes Kent
- Talia Williams com a Lily
- Rachel Williams com a Eva
- Erica Van Briel com Sofia Tristiana

## Producció
Durant una projecció de New Rose Hotel a la 55a Mostra Internacional de Cinema de Venècia de 1998, el productor Edward R. Pressman va anunciar la seva intenció de refer Sisters. Pressman va dir sobre el projecte:
| « | Òbviament, hi ha hagut una reacció posterior a Scream a Hollywood a la pel·lícula de terror. Scream va regenerar la forma comercialment, i sempre que una pel·lícula ho fa tan bé tendeix a crear una febre de l'or. És per això que estem veient tots aquests remakes d'Alfred Hitchcock en aquests moments com Un crim perfecte, Rear Window i Psycho. Aleshores, per què no refer una imitació de Hitchcock que es digués SISTERS com sempre. | » |

La pel·lícula es va rodar el 2006 a Carolina del Nord així com a Vancouver, Colúmbia Britànica amb un pressupost estimat de 5.000.000 de dòlars. Va tenir una història d'estrena problemàtica, i mai va rebre una estrena en cinemes; finalment va ser llançat en DVD als Estats Units l'11 de març de 2008.